# Inmigración vasca en México
Según datos de la comunidad, en México habitan aproximadamente 45 200 vascos sin contar sus descendientes. El "Instituto Javier Mina" es punto de reunión cultural de esta comunidad, es lugar de expresión de jóvenes vascomexicanos y amigos del País Vasco. La pelota vasca en México se practica desde 1895, aproximadamente, y está representada por la Federación Mexicana de Frontón, A.C. La conforman actualmente 17 especialidades de participación internacional, y se practican en el país 26, en total. En la Ciudad de México existen más canchas para la práctica de la pelota vasca que en cualquier otra ciudad del mundo.
En México los vascos, o los criollos de origen vasco han representado uno de los grupos más importantes del país. También se puede observar la huella de los vascos en los nombres de las ciudades de Celaya, Cadereyta, Bernal, Villa de Ayala, Arizpe Pabellón de Arteaga, Santa Rosa Jáuregui, Arizpe y Durango o en las colonias Narvarte, Echegaray o Euzkadi así como varias construcciones coloniales como el Colegio de las Vizcaínas el palacio de Palacio de Lecumberri, la Iglesia de San Ignacio de Loyola en la Ciudad de México; y más allá se han caracterizado por ser una de las aristocracias más poderosas de México como es la familia Azcárraga, los Lascuráin, los Iturbide, los Ibargüengoitia, los Yturbe o los Labastida o dejando huella en el urbanismo capitalino en las calles de las colonias Del Valle, Doctores, Tacubaya, o el sur del centro (el Cuartel vasco en tiempos coloniales) pueden verse el nombre de benefactores de las colonias y médicos importantes como: Aniceto Ortega, Martín Mendalde, Concepción de Béistegui, Yturbe, Juan Sánchez Azcona, Álvarez de Icaza, Dr. José María Vértiz, Dr. Navarro, Dr. Liceaga, Francisco Olaguibel, Meave, Echeveste, Aldacoa y Aranda o al oriente, el Anillo Periférico toma el nombre de Canal de Garay.

## Historia

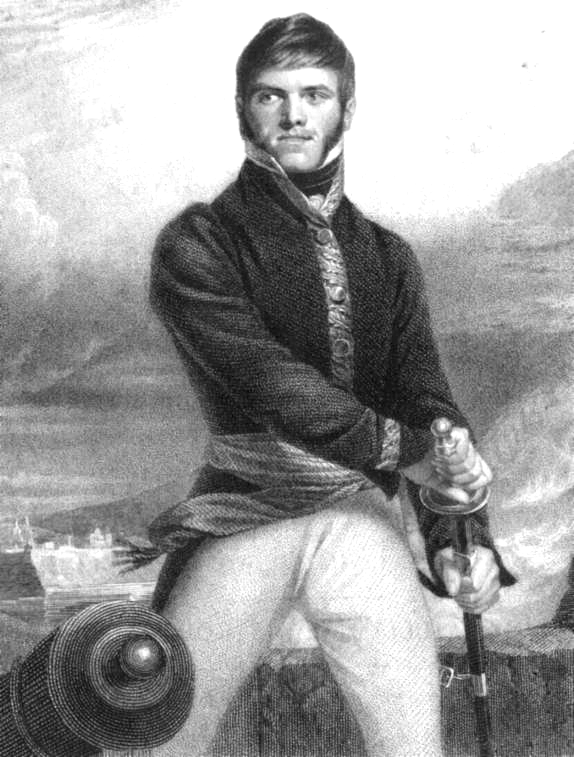
Francisco Xavier Mina, un hombre navarro que se convirtió en el espíritu de lealtad y vasquitud de México a su llegada a Tamaulipas.

Los primeros vascos llegaron durante el período colonial hacia la Nueva España; Fray Juan de Zumarraga fue un vasco que tuvo un papel importante en la evangelización de los mexicanos, fue fundador de Real y Pontificia Universidad de México, y también fue el primer obispo de la Nueva España, se fundó la cofradía de Nuestra Señora de Aranzazú y años después la devoción jesuita por San Ignacio de Loyola. Huyendo de persecuciones en España y Francia, arribó a México otra segunda comunidad en un número de 1533 miembros a finales del siglo XIX quienes fundaron la Casa del Pueblo Vasco en 1907 bajo autorización del expresidente mexicano Porfirio Díaz. Los vascos cuentan con 8500 miembros radicados en México DF, Colima, Jalisco, Estado de México, Nuevo León, Durango, Chihuahua, Coahuila, Oaxaca, Quintana Roo y Campeche. A la fecha algunos de los miembros de dicha comunidad son muy destacados entre las actividades restauranteras y hoteleras.

Folklore vasco en la Ciudad de México, 1953.

Durante la guerra civil española llegó a México otro contingente de vascos hacia México, en 1941. Este último grupo de inmigrantes fueron aquellos quienes iniciaron una gran labor de congregación de vascos conjuntamente con sus hijos y nietos nacidos en México, se funda la Casa Vasca de México para la enseñanza del euskera, así como las costumbres y tradiciones de los vascos. Además esta comunidad tuvo una fuerte participación política y social con el gobierno de México.

### Vascos en Durango
El estado de Durango en México tiene una cultura muy particular, esto debido en gran medida a su colonización vasca.
Fueron vascongados que emigraron desde Europa y Asia quienes se atrevieron a explorar por primera vez el norte de México y finalmente en 1563 el capitán vizcaíno Francisco de Ibarra fundó la Villa del Guadiana (hoy Victoria de Durango). Antes de fundar la Villa de Durango, Francisco De Ibarra y Arandia exploró diversas áreas del actual suelo duranguense, y el 24 de julio de 1562, le asignó el nombre de Nueva Vizcaya en honor al Señorío de Vizcaya perteneciente a Euskadi, la Nueva Vizcaya comprendía una enorme extensión territorial que comprendía los actuales estados de Durango, Chihuahua y parte de Coahuila de Zaragoza. Es importante mencionar que la mayoría de los vascos habitando el norte de México eran vizcaínos.
El euskera (lengua vascuence) se dejó escuchar por la boca de los vascos en los bosques, desiertos, llanuras y serranías de la geografía duranguense en sus etapas de conquista y colonización. Ya establecidos en la época virreinal, era costumbre de los vascos de aquellos tiempos –sobre todo en los ricos–, casar a las hijas de manera preferente con un sobrino o en segunda instancia con un paisano, por lo que practicaban entre ellos el matrimonio endógamo (nupcias solamente con algún integrante de la misma raza o grupo étnico). Dicha costumbre social cayó en desuso notablemente en el siglo XIX.

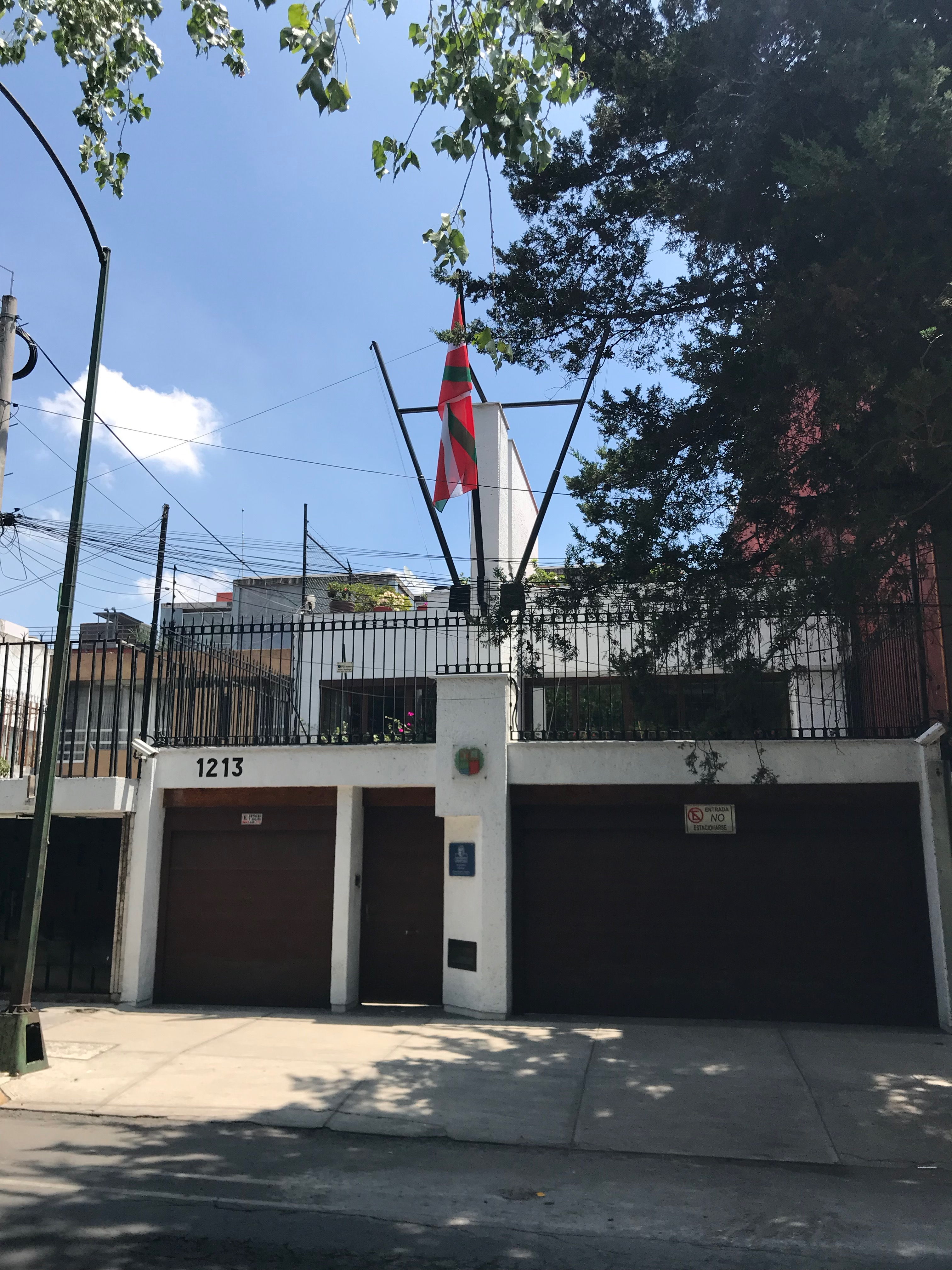
Delegación de la Comunidad Autónoma Vasca (Euskadi) en la Ciudad de México

Los apellidos vascos denotan, en su gran mayoría, su significado de acuerdo a su procedencia y a Durango siguieron arribando durante el siglo XIX, algunos formaron prolíficos clanes familiares, cuyos apellidos subsisten hasta nuestros días entre la sociedad duranguense. He aquí varios de ellos: Arzac, Amparán, Arámbula, Arratia, Arrieta, Arriaga, Arredondo, Aguirre, Asúnsolo, Arreola, Anitúa, Aispuro, Ayala, Burciaga, Cincúnegui, De Juambelz, Echevarri, Echegoyen, Elorriaga, Escárzaga, Elizondo, Espeleta, Gaxiola, Gamboa, Gámiz, Garay, Güereca, Gurrola, Icaza, Iturbe, Ibarra, Irazoqui, Izaguirre, Jáuregui, Lizárraga, Mayagoitia, Medinabeitia, Monárrez, Montoya, Muguiro, Murguía, Ostolaza, Rentería, Rutiaga, Saracho, Ugarte, Unzueta, Uribe, Urbina, Urrea, Vizcarra, Zataráin, Zavala, Zuloaga, Zubiría y Zárraga.

### Vascos en la península del Yucatán
La mayoría de los vascos se asentaron primordialmente en lo que hoy es el estado del Campeche, así como en zonas del actual estado de Yucatán cercanas a este, como Ticul o Uxmal. Poco o nada se ha estudiado a profundidad la influencia cultural, económica y política que ejercieron las personas vascas o descendientes de los vascos en la península, mas ha habido algunos personajes vasco-yucatecos destacados. 